# Joseph Balthasar Hochreither
Joseph Balthasar Hochreither (* 16. April 1669 in Salzburg; † 14. Dezember 1731, ebenda) war ein österreichischer Organist und Komponist des Barock.

## Leben
Joseph Balthasar Hochreither stammte aus einer Salzburger Musikerfamilie. Seine Eltern waren Caspar und Lucia Hochreither. Sowohl sein Vater, als auch sein Großvater waren angeblich über 40 Jahre lang Sänger und Choralisten am Salzburger Dom. Das nahe Verhältnis seiner Eltern zur gesamten Salzburger Dommusik dürfte ihm bei der Auswahl entsprechend fähiger Lehrer zugutegekommen sein. Namentlich bekannt sind keine. Ob Hochreither zu Georg Muffat der seit 1678 Salzburger Hoforganist war ein Ausbildungsverhältnis hatte, ist nicht nachzuweisen; beeindrucken ließ sich der junge Musiker auf jeden Fall von dieser schillernden Organistenpersönlichkeit in seiner Nähe. Da sich Hochreither zumindest seit 1681 am Gymnasium als „Rudimentista ex Capella“ immatrikulierte, ist gleichzeitig seine Mitgliedschaft am Salzburger Kapellhaus dokumentiert. Vorsteher dieser berühmten Ausbildungsstätte war ab 1684 Heinrich Ignaz Franz Biber, der somit auch eine weitere wichtige Leit- und Lehrerfigur des jungen Hochreithers gewesen sein muss. Ob er unter der individuellen Anleitung Bibers auch Komposition studierte, lässt sich nicht beweisen, allgemeiner musiktheoretischer Unterricht gehörte jedoch zum Alltag am Kapellhaus. Wie sich sein weiterer Ausbildungsweg konkret gestaltete, ist ungewiss. Als einzigen konkreten Anhaltspunkt gibt es den Hinweis auf sein Magisterium, das er 1688 an der Universität Salzburg ablegte.

## Stift Lambach
Vermutlich ab 1694 wurde Hochreither als Nachfolger Benjamin Ludwig Ramhaufskis (um 1631–1694) Organist und Chorerzieher im Stift Lambach. Dort bemühte er sich um die qualitative Aufwertung der Stiftsmusik und steuerte zu vielen Anlässen eigene Werke bei. Fast alle Kompositionen Hochreithers sind in Lambach überliefert. Besonders erwähnenswert sind die drei großen Festmessen Missa ad multos annos (1705, zur Benediktion Maximilian Pagls), Missa Genethliaca (1705) und Missa festa Jubilus sacer (1731). Stilistisch stehen Hochreithers Werke in der Tradition des süddeutsch-österreichischen Hochbarocks und lassen Anklänge an die geistliche Musik von Biber und Muffat hören.
Im Januar 1708 verfasste Hochreither einen umfangreichen Beschwerdebrief an seinen Dienstherrn, Abt Maximilian Pagl, in dem er die Missstände in der Lambacher Kirchenmusik auflistete und Verbesserungsmaßnahmen forderte. Dieser Brief ist im Stiftsarchiv bis heute erhalten und bildet ein einzigartiges Dokument über die allgemeine Beschaffenheit der Musik in einem Kloster des frühen 18. Jahrhunderts.

## Salzburg
Wegen lange anhaltender Unzufriedenheit und aus finanziellen Nöten hielt Hochreither nach über 25 Dienstjahren in Lambach Ausschau nach einem neuen Posten. Diesen fand er schließlich in der Salzburger Hofkapelle, wo er 1721 als Domstiftsorganist aufgenommen wurde. Obwohl Hochreither seine kompositorische Tätigkeit in Salzburg fortgeführt haben dürfte, sind aus dieser Zeit kaum Werke von ihm überliefert.
Er wurde auf dem Friedhof von St. Peter in Salzburg begraben.

## Einspielung
Intensive Forschungsarbeiten in Lambach seit 2002 haben viele Arbeiten Hochreithers und seines dortigen Vorgängers Ramhaufski ans Licht gebracht, und jeweils eine ihrer Messen (Ramhaufskis Missa Nr. 23 und Hochreithers Missa ad multos annos) wurden inzwischen unter der Leitung von Gunar Letzbor mit dem Ensemble Ars Antiqua Austria und den St. Florianer Sängerknaben auf CD („Gloria in Excelsis Deo“) aufgenommen.